# Cerâmica Atlético Clube
O Cerâmica Atlético Clube é um clube de futebol brasileiro sediado em Gravataí, Rio Grande do Sul. Atualmente encontra-se licenciado das competições profissionais.

## História
O Cerâmica A.C. foi fundado em 19 de abril de 1950.
Suas cores são preto, verde e amarelo. Seus fundadores foram Antônio Vieira Ramos, Sinval Dias da Rosa, Osvaldo dias da Rosa, Adão Medeiros, Ari Ramos, Osvaldo Brito, Osmar Dias, Antonio Ribeiro, Carlos Selister, Eloyr Machado, Erni Ramos, Alcides Correa e Ary Medeiros. O primeiro título do clube no futebol de campo amador ocorreu em 1955, no Campeonato Municipal. Em 1958, fundou a Liga Gravataiense de Futebol, juntamente com o E.C Paladino e o Alvi-Rubro, visando organizar a competição local. Ganhou, ainda, as edições de 1966, 1987 e 1988 do Citadino.
O clube foi amador durante a maior parte de sua história, tendo sua primeira partida como profissional realizada no dia 26 de agosto de 2007, com o resultado de derrota por 2 a 1 para o Guarani, pela Copa FGF de 2007, no Estádio Morada dos Quero-Queros, em Alvorada já que seu estádio ainda estava sendo construído.
A primeira vitória do clube como profissionalizado ocorreu no dia 2 de setembro de 2007. Foi contra o Juventude B, no Estádio Alfredo Jaconi, em que o Cerâmica fez 1 a 0, também pela Copa FGF de 2007.
O Cerâmica conseguiu uma façanha logo no ano seguinte. Na Copa FGF de 2008, após terminar em 8º entre nove clubes no seu grupo na primeira fase, o time eliminou o juniores do Grêmio, nos pênaltis, por 3 a 2. Na fase seguinte, os juniores do Internacional também foram eliminados, com o resultado agregado de 6-3 (3-0 e 3-3). Na semifinal, o eliminado foi o Novo Hamburgo, após vencer em casa por 2 a 1 e empatar fora em 1 a 1. O Cerâmica chegou a sua primeira final como profissional logo no seu primeiro ano, mas o clube não levantou o troféu, já que empatou em casa em 0 a 0 com o Pelotas perdeu por 2 a 0 no Estádio Boca do Lobo. Em 2010 chegou a final novamente perdendo para os juniores do Internacional por 3 x 0. A equipe agora busca a Série D do Brasileirão.
O vice-campeonato rendeu ao clube uma participação na Copa do Brasil de 2010 e 20 mil reais oriundos da FGF. Pela competição nacional, foi eliminado na primeira fase, onde jogou contra o Paraná Clube, tendo empatado em casa no primeiro jogo por 1x1 e foi goleado de virada por 6x1 na partida de volta.
Também em 2010 participou da Recopa Sul Brasileira, representando o Rio Grande do Sul devido à recusa do Sport Club Internacional de participar como o campeão da Copa FGF. O Cerâmica sagrou-se campeão depois de derrotar o Brusque de Santa Catarina na final por 1 a 0. Esse é o principal título do clube desde sua fundação.
No ano seguinte, a equipe comandada pelo técnico e ex-jogador do clube, Lico Freitas conseguiu um feito inédito, a classificação do Cerâmica para a primeira divisão do Campeonato Gaúcho de Futebol de 2012. Em quatro anos de profissionalismo, o Cerâmica tem apresentado uma evolução interessante, além disso, disputou o Campeonato Brasileiro de Futebol de 2011 - Série D.

## Títulos
| Regionais             | Regionais                         | Regionais    | Regionais              |
|                       | Competição                        | Títulos      | Temporadas             |
| --------------------- | --------------------------------- | ------------ | ---------------------- |
|                       | Recopa Sul-Brasileira             | 1            | 2010                   |
| Municipais            |                                   |              |                        |
|                       | Competição                        | Títulos      | Temporadas             |
|                       | Campeonato Citadino de Gravataí   | 4            | 1955, 1966,1987 e 1988 |
| Campanhas em destaque |                                   |              |                        |
|                       | Competição                        | Colocação    | Temporadas             |
|                       | Vice-campeonato gaúcho 2ª divisão | Vice-campeão | 2011                   |
|                       | Vice-Campeão Copa FGF             | Vice-campeão | 2008 e 2010            |

### Outras conquistas
- Municipal Veterano: 1989, 1990 e 1991

### Categorias de base
- Campeonato Estadual Juvenil A|Vice Campeão Estadual Juvenil A: 2013
- Copa Alceo Bordignon|Campeão Copa Alceo Bordignon Juniores: 2009
- Vice-Campeão Gaúcho de Juniores: 2009
- Metropolitano - Categoria 91: 2005
- Municipal - Categoria 94: 2006
- Copa Internacional de Três Coroas - Categoria 91: 2006
- Copa internacional Nova Prata - Categoria 91: 2006
- Copa Adidas - Categoria 92: 2007

## Ídolos
- Donizetti (2008-2011).

## Histórico em competições oficiais
| Ano  | Estadual 1ª divisão | Estadual 2ª divisão | Copa FGF     | Copa do Brasil | Campeonato Brasileiro Série D | Recopa Sul-Brasileira |
| ---- | ------------------- | ------------------- | ------------ | -------------- | ----------------------------- | --------------------- |
| 2007 | Não participou      | Não participou      | 14º colocado | Não participou | Não participou                | Não participou        |
| 2008 | Não participou      | 21º colocado        | 2º colocado  | Não participou | Não participou                | Não participou        |
| 2009 | Não participou      | 3º colocado         | 6º colocado  | Não participou | Não participou                | Não participou        |
| 2010 | Não participou      | 12º colocado        | 2º colocado  | 47° colocado   | Não participou                | Campeão               |
| 2011 | Não participou      | 2º colocado         | 9º colocado  | Não participou | 37° colocado                  | Não participou        |
| 2012 | 10º colocado        | Não participou      | 9º colocado  | Não participou | 20º colocado                  | Não participou        |
| 2013 | 15º colocado        | Não participou      | 12º colocado | Não participou | Não participou                | Não participou        |
| 2014 | Não participou      | 8º colocado         | 18º colocado | Não participou | Não participou                | Não participou        |
| 2015 | licenciado          | licenciado          | licenciado   | licenciado     | licenciado                    | licenciado            |

## Campanha Histórica 2007-2013
Atualizado em 15 de abril de 2013
| J   | V   | E  | D   | GP  | GC  | SG  |
| 284 | 100 | 80 | 104 | 322 | 366 | -44 |
| --- | --- | -- | --- | --- | --- | --- |

## Rivalidades
Atualmente o Cerâmica vivencia uma rivalidade com o Aimoré da cidade de São Leopoldo, um confronto que deu muito o que falar no ano de 2011, quando ambos se encontraram várias vezes durante a disputa da Copa FGF e do Campeonato Gaúcho de Futebol Série B. Mas o Cerâmica tem uma rivalidade ainda maior com o Cruzeiro, depois da vinda da equipe porto-alegrense para Cachoeirinha, a imprensa do futebol gaúcho lançou o clássico Ce-Cruz, que será bastante visto em 2012, quando ambos se enfrentarão no Campeonato Gaúcho de Futebol da primeira divisão. De acordo com muitos cidadãos de Gravataí, a rivalidade local é contra um clube não profissional da região, o Clube Esportivo Alvi-Rubro.

## Torcida organizada
Ceramáquina: Não se trata de uma torcida organizada, pois é uma Barra Brava, torcedores que não param de cantar e não abandonam o time nas horas ruins. A torcida existe desde 26 de janeiro de 2012. O Cerâmica já teve 3 torcidas: Guerreiros da Aldeia, fundada em 4 de maio de 2009 e a Imperadores, fundada também no mesmo ano. Após um tempo com duas torcidas, ocorreu a união entre elas e foi criada a Barradores. Com o passar do tempo a torcida foi perdendo força devido à falta de recursos e apoio do clube, com apenas 4 integrantes indo a jogos, mas sem levar nome de nenhuma torcida, e sim, pelo Cerâmica. No dia 26 de janeiro de 2012, em Porto Alegre, no Estádio Beira-Rio, dois integrantes, Lori e Jefferson foram ao jogo, apoiaram e gritaram: "é o Ceramáquina". O Cerâmica venceu a partida por 2x1 sobre o Sport Club Internacional, com gols de Cidinho e Rogerinho. Neste dia, surgiu a torcida "Ceramáquina", com o ideal de sempre apoiar o time de forma independente, correndo atrás para sempre estar presente mesmo que seja com apenas uma pessoa e a faixa.